# 表純子
表 純子（おもて じゅんこ、1974年2月2日 - ）は、日本の女子プロゴルファー。日本女子プロゴルフ協会会員。中部衛生検査センター所属。広島県広島市安佐南区出身。広島市立広島商業高等学校卒業。

## 経歴
1997年にプロデビュー。デビューからしばらく低迷期が続いていたが、2002年に初のシード権を獲得。以来、2007年を除き2016年まで毎年シード権を獲得してきた。2002年以降は現在に至るまで夫がキャディを務めている。師匠は岡本綾子。
デビュー以来長く優勝がなく、2位に甘んじる事11回、万年2位と精神力の弱さが指摘されたが、夫の献身的なサポートもありようやく2005年のシャトレーゼクイーンズカップで初優勝後、すぐにスタンレーレディスゴルフトーナメントでも優勝しこの年2勝。その後はスランプ気味であったが、2013年のヨネックスレディスで復活優勝。
2015年はミヤギテレビ杯ダンロップ女子オープンゴルフトーナメントで優勝、LPGAでは5年ぶりとなる40代での優勝であった。さらに2011年開幕戦から続く連続試合出場を新記録の175まで伸ばした。これらの成績により「LPGAアワード2015敢闘賞」を受賞。日本ゴルフトーナメント振興協会（GTPA）の「2015年GTPA特別賞」を夫妻で受賞。
2016年はリゾートトラストレディスで優勝。この試合では2日目終了時点で首位に立ったものの、最終日は大崩れして大きく順位を下げた。しかし悪天候のため途中で試合が中止となり、2日目終了時点での成績までが有効となり、表の優勝が決まるという幸運な勝利であった。
2017年は右肩痛のため一転して不振に陥る。この年の日本女子オープンの出場権が得られず、連続試合出場記録は241でストップした。スタンレーレディスを棄権後の10月13日に公傷の適用を申請し認められた。
2018年はミヤギテレビ杯ダンロップ女子オープンゴルフトーナメントで復帰し、予選を通過した。しかし以後の試合では予選通過を果たせず、シード権を失った。最終QTで22位に入り翌年前半戦の出場権を得た。
2019年、レジェンズツアー初出場となった、同ツアー公式競技「LPGAレジェンズチャンピオンシップ CHOFUカップ」で優勝した。

## エピソード
- 小学校入学前後には山本浩二の大ファンで、山本の背番号8入りパジャマがお気に入りだったといい、元祖“カープ女子”を自称している[3][4]。